# 大石乡 (垫江县)
大石乡，是中华人民共和国重庆市垫江县下辖的一个乡镇级行政单位。

## 行政区划
大石乡下辖以下地区：
豹山社区、高生村、滴水村、石良村、卷洞村、花寨村和大石村。